# Alberga
L'alberga (del got hariberga: tenda de campanya) era un dels molts impostos feudals amb què els senyors gravaven els seus serfs durant l'edat mitjana. No obstant això en el seu origen no era un pagament sinó el dret de les personalitats públiques a allotjar-se a casa dels homes lliures, que va ser instituït en època carolíngia. Però amb l'escampament del feudalisme els senyors s'apropiaren d'aquest privilegi per a ells i els seus seguicis per abusar-ne sovint com un més dels mals usos: el nombre de persones i cavalls per albergar així com el menjar que calia oferir variava molt a cada lloc. Es va anar fixant que cada mas havia d'oferir-la un cop a l'any, fet que va facilitar que al segle xii el privilegi es transformés en un impost en espècies. Més endavant, en època moderna, va aparèixer de nou i molt semblantment la pràctica de l'allotjament.